# Leinegraben (Pleiße)
Der Leinegraben  (mitunter auch die Leine) ist ein Bach im Süden Leipzigs. Er fließt in Ost-West-Richtung von Meusdorf bis Dölitz und ist ein Nebenfluss der Pleiße.  Wasserrechtlich ist es ein Gewässer II. Ordnung.

## Verlauf
Der Leinegraben entspringt im Leipziger Stadtteil Meusdorf in einem Wäldchen nahe der Einmündung des Altdorferweges in den Logauweg und fließt entlang des Logauweges in den Meusdorfer Teich hinter der ehemaligen Alten Schäferei. Nach Verlassen des Teiches unterquert er die Chemnitzer Straße nahe der Justizvollzugsanstalt Leipzig. Danach durchfließt er den Park des ehemaligen Park-Krankenhauses Leipzig-Dösen. In einem breiten Wiesental mit Unterquerung der Dösner Straße erreicht er das ehemalige Dorf Dösen. Nun hält er sich immer entlang der Leinestraße, bis er in Höhe der Newtonstraße in einer Verrohrung verschwindet. Diese Verrohrung besteht seit 1889. Unterirdisch wird er bis zur Mühlpleiße geleitet.
Die Länge des Leinegrabens beträgt 4,26 Kilometer, wovon 765 Meter verrohrt sind.

## Weiteres
Das gesamte Gebiet um den Leinegraben gehört zu den Leipziger Landschaftsschutzgebieten.
Das Amt für Umweltschutz Leipzig ließ im Zusammenhang mit den Revitalisierungsmaßnahmen am Meusdorfer Teich im Jahre 2000 den Leinegraben entschlammen und die Quellfassung instand setzen.